# Mitoura juniperaria
Mitoura juniperaria är en fjärilsart som beskrevs av Comstock 1924. Mitoura juniperaria ingår i släktet Mitoura och familjen juvelvingar. Inga underarter finns listade i Catalogue of Life.